# چیره (آلبوم وسپ)
«چیره» (به انگلیسی: Dominator) آلبومی از وسپ است.